# الويلي (القفر)

تعديل مصدري - تعديل

الويلي محلة تابعة لقرية الويلي العالي، التابعة لعزلة بني مسلم بمديرية القفر إحدى مديريات محافظة إب في الجمهورية اليمنية، بلغ تعداد سكانها 155 حسب تعداد اليمن لعام 2004.